# Konstal 114Na
Konstal 114Na je tip zglobnog niskopodnog tramvaja kojega je 1997. godine proizvodila poljska tvrtka Konstal. Rađeni su jedino za Gdanjsk. Oba dva tramvaja ovoga tipa je još u upotrebi. U tramvaju se istodobno može prevoziti 289 osoba. 

## Konstrukcija
1997. godine je proizveden prototip. Prvi prototip je probno vozio po Gdanjsku, drugi prototip je nakon proba zajedno s prvim vozio u redovnom prometu. Tramvaj je odvojen od tipa Konstal 112N zbog toga što ima tri dijela. Konstal 114Na je jednosmjerni osmoosovinski trodijelni tramvaj, a karoserija je spojena zglobom za zakretanje. Tramvaj je 13% niskopodan. Tramvaj ima na desnoj strani četvera dvokrilna vrata.

## Nabave tramvaja
| Država  | Grad    | Tip   | Godine prodaje | Isporučeno tramvaja | Garažni brojevi | Izmjene | Izvori      |
| ------- | ------- | ----- | -------------- | ------------------- | --------------- | ------- | ----------- |
| Poljska | Gdanjsk | 114Na | 1997.          | 2                   | 1501-1502       |         | [ 2 ] [ 3 ] |

## Galerija
- Interijer tramvaja 114Na
- 114Na prije modernizacije u Gdanjsku
- Modernizirani tramvaj 114Na (tip 114Na – MF 12) u Gdanjsku
- Srednji niskopodni dio

## Vanjske poveznice
- Konstal 114Na - mkm.szczecin.pl